# Amenhotep (grand prêtre d'Amon)
Pour les articles homonymes, voir Amenhotep.
Amenhotep est un grand prêtre d'Amon à Karnak sous les règnes de Ramsès IX, Ramsès X et Ramsès XI.

## Généalogie
Il est le fils et successeur de Ramsèsnakht (en), grand prêtre d'Amon de l'an III du règne de Ramsès IV à l'an IX du règne de Ramsès IX, date à laquelle son fils Amenhotep lui succède. Sa mère se nomme Adjedet-Âat. Il a un frère, deuxième prophète d'Amon, nommé Nésamon.
Auncune descendance n'est connue avec certitude. Ad Thijs a proposé de faire d'une Hereret (A) son épouse et d'une Nedjemet (A) sa fille, épouse du grand prêtre d'Amon Piânkh et mère du grand prêtre d'Amon puis roi Hérihor.

## Biographie

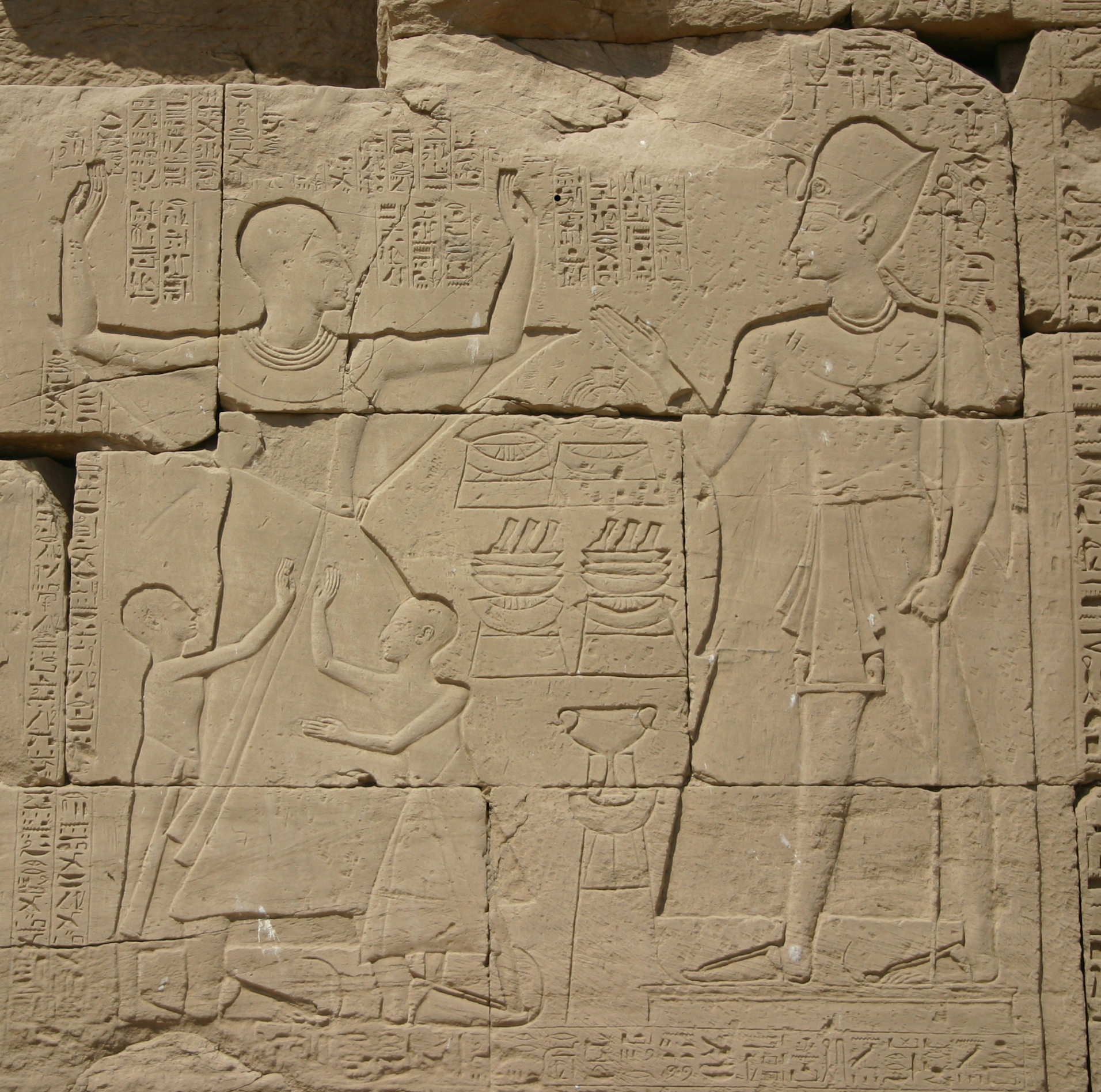
Amenhotep et Ramsès IX représentés sur le temple de Karnak.

Amenhotep succède à son père en tant que grand prêtre d'Amon en l'an IX du règne de Ramsès IX et meurt aux alentours de l'an XIX du règne de Ramsès XI - c'est en effet à cette date que commence le début de l'ère Ouhem-mésout, soit « Renouvellement des naissances », et qui correspond plus ou moins à la date de la mort d'Amenhotep. En effet, après lui, Piânkh devient l'homme fort de la région et devient grand prêtre d'Amon, quoique peut-être pas directement, il n'est en effet attesté à cette charge qu'à partir de l'an VII de l'ère Ouhem-mésout.
Toutefois, entre l'an XII et l'an XVII du règne de Ramsès XI, Panéhésy, fils royal de Koush, domine politiquement la région de Thèbes et s'oppose au grand prêtre d'Amon. C'est peut-être en l'an XVII justement que Panéhésy, outrepassant ses fonctions, démet de son poste Amenhotep de manière brutale, entraînant alors une guerre entre Panéhésy et les forces envoyées par Ramsès XI. Le commandant de cette armée n'est pas connu, mais il pourrait s'agir de Piânkh car c'est lui l'homme fort de la région après la guerre. Cette guerre semble durer de l'an XVII à l'an XIX, car c'est à cette date qu'un nouveau système de datation est mis en place : l'ère Ouhem-mésout, soit « Renouvellement des naissances ».
Sur le reposoir de Thoutmôsis III près du VIIe pylone du temple d'Amon à Karnak, Amenhotep a fait inscrire un texte, aujourd'hui très mutilé, où il rappelle ses malheurs lors de la présence de Panéhésy et son appel au roi pour le rétablir dans ses fonctions. Étant donné qu'il a pu faire inscrire ce texte, il semble bien qu'il a été entendu. Son absence semble avoir duré neuf mois selon plusieurs témoignages dans les procès des pilleurs de tombes. Il meurt toutefois peu de temps après son rétablissement. Amenhotep est enterré dans le tombeau qu'il s'est fait préparer à Dra Abou el-Naga, dans le complexe funéraire de la reine Ahmès-Néfertary. Cette tombe a toutefois été l'objet d'une destruction généralisée.
Il est possible que pendant son absence, son frère Nésamon ait remplacé Amenhotep à la tête du domaine d'Amon. S'il est bien attesté en tant que deuxième prophète d'Amon, il n'est attesté qu'une fois en tant que premier prophète (c'est-à-dire grand prêtre), sur la base de la statue de leur père Ramessesnakht (en) (CG 42162). En tout cas, il n'a pas succédé à son frère car il est attesté en tant que deuxième prophète d'Amon en l'an VII de l'ère Ouhem-mésout en compagnie de Piânkh qui porte alors le titre de grand prêtre d'Amon.
Le Conte du malheur, texte littéraire composé par un notable exilé, a été interprété comme étant une transposition littéraire de la fuite d'Amenhotep à travers le pays. Toutefois, les noms et les toponymes ne semblent pas correspondre à la réalité historique et le texte est fortement influencé par le genre du conte égyptien classique. Ainsi, le lien entre le texte et Amenhotep est très difficile à établir.